# Конституция Швейцарии
Действующая конституция Швейцарии была принята на народном референдуме 18 апреля 1999 года, за неё проголосовало 59,2 % голосовавших и 13 из 26 кантонов. Новая конституция вступила в силу 1 января 2000 года. По сравнению с предыдущей конституцией 1874 года в ней не произошло коренных изменений регулирования общественных отношений.

## История конституций страны

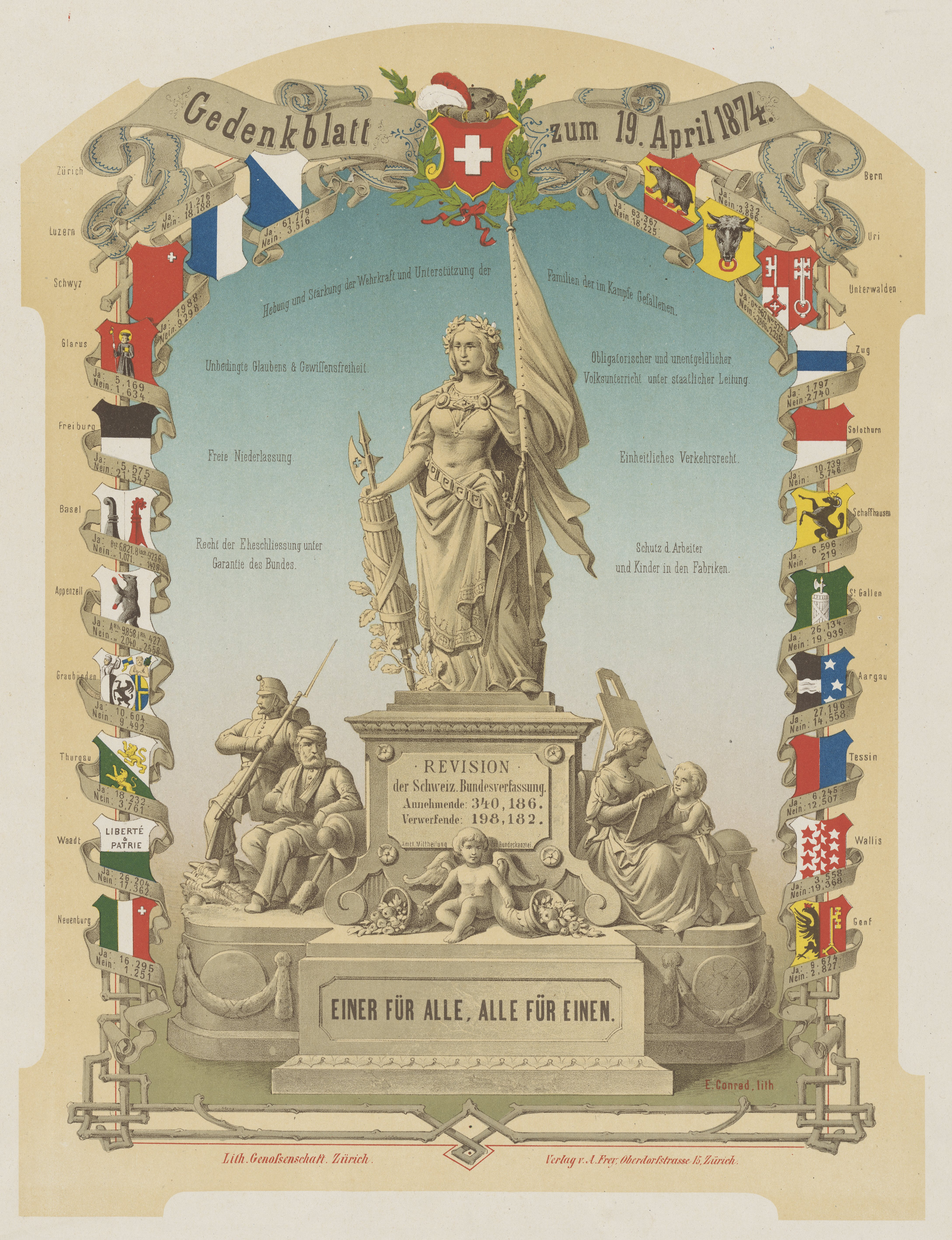
Памятная листовка от 19 апреля 1874 года, посвящённая принятию Федеральной конституции Швейцарии

История современной Швейцарии восходит к 1 августа 1291 года, когда три кантона — Швиц, Ури и Унтервальден (который позднее распался на полукантоны Обвальден и Нидвальден) подписали Федеративную хартию, которая также называется Клятвой Рютли. В хартии эти кантоны дали клятву верности и обещали оказывать друг другу всяческую помощь как внутри, так и вне своих земель. Отношения между кантонами регулировались их договорами. Какого-либо конституционного акта в течение долгого времени не существовало.
В апреле 1798 года войска революционной Франции оккупировали страну и по решению французской Директории Швейцария была преобразована в унитарную Гельветическую Республику. Была принята Конституция Швейцарии, сделанная по французскому образцу. Именно в период Гельветики в страну был перенесён конституционный референдум. В связи с принятием второй Конституции Гельветики от 25 мая 1802 года было проведено первое голосование швейцарцев за текст документа. За неё проголосовало 72 тысячи человек против — 92 тысячи, однако Конституция всё-таки была принята, так как не явившиеся на выборы (167 тысяч) были причислены к проголосовавшим утвердительно. Однако эта Конституция в действие введена не была, в 1803 году её заменили временным Актом, а затем в 1815 году федеральным Пактом. Эти документы не предусматривали референдума. Однако в 1814 году путём голосования была принята Конституция Женевы, единственная среди конституций кантонов принятая путём референдума.
В феврале 1803 года французам пришлось вернуть Швейцарии децентрализованную систему власти.
После падения Наполеона Венский конгресс европейских держав-победительниц признал в 1815 году независимость и постоянный нейтралитет Швейцарии, выполнив тем самым её соответствующее требование. 7 августа 1815 года 22 швейцарских кантона заключили Союзный договор. Общими делами вновь стало ведать Собрание представителей кантонов, но эти дела сводились к внешним отношениям и гарантиям внутреннего спокойствия.
В последующие десятилетия в кантонах принимались конституции, провозглашавшие принципы народного суверенитета и представительного правления. Они входили в противоречие с Союзным договором, однако пересмотра этого Договора достичь не удавалось из-за разногласий между кантонами. В 1843 году семь кантонов вышли из Союза, образовав так называемый Зондербунд (Особый союз). Эта попытка сецессии была быстро подавлена вооруженным путём остальными кантонами, после чего в 1848 году Собрание представителей кантонов выработало Конституцию, которая была одобрена 15 кантонами и одним полукантоном и вступила в силу. Процесс голосования в кантонах не всегда соответствовал демократическим нормам. К примеру, во Фрибуре голосовал не весь народ, а только Большой Совет кантона, а в Люцерне воздержавшихся причислили к проголосовавшим «за».
Эта Конституция расширила полномочия союзной власти. Многие авторы считают, что именно принятие этой конституции превратило Швейцарию в де-факто федерацию.
29 мая 1874 года вступила в силу новая Конституция. Она подверглась многочисленным частичным пересмотрам, производившимся почти ежегодно. Их число превысило 130, притом что еще больше проектов было отвергнуто. Число статей увеличилось со 123 статей основной части и 5 статей переходных положений до 181 в основной части и 19 в переходных положениях (на 1 апреля 1994 года).
К концу XX века была ясна необходимость принятия новой Конституции. Так, первый раздел действующей на тот момент Конституции «Общие положения» регулировал и основы статуса человека и гражданина, и федеративные отношения, и основы внутренней и внешней политики государства, и некоторые другие вопросы.

## Содержание
Конституция состоит из преамбулы и шести частей, которые объединяют 196 статей. В переходных предложениях в новой Конституции подробно отрегулировано и налоговое право .

### Преамбула
Преамбула отличалась совершенно новыми акцентами, которые учитывали современные реалии. Ранее в ней содержались положения исключительно «внутреннего» характера, в то время как преамбула новой конституции подчеркивает неразрывную связь государственного суверенитета Швейцарии с открытостью миру, подчеркивает мысль о необходимости развивать толерантность и укреплять гражданскую ответственность перед грядущими поколениями.

### Первый раздел
В первой части говорится об основных принципах швейцарского государства, определяются состав конституции и цели Швейцарской Конфедерации, формулируются принципы правового государства и взаимоотношений человека и общества, а также определяются основы статуса кантонов и четыре языка Швейцарии (немецкий, французский, итальянский и ретороманский). Из новой конституции исчезло понятие «полукантон», хотя сохранилось положение о том, что полукантон имеет половинное количество голосов в соответствующей палате парламента. Ст. 4 устанавливает, что деятельность государства базируется на законодательной базе, то есть государственные органы не могут действовать, не имея на то законодательного основания.

### Второй раздел
Во второй части швейцарской конституции отрегулированы основные права человека и гражданина, права гражданства и социальные цели. Говоря о населении страны, на первом месте пишутся «швейцарки», лишь затем «швейцарцы», — это связано с запоздалым признанием политических прав швейцарских женщин, получивших избирательные права лишь в 1971 году по результатам референдума (на предыдущем референдуме по этому вопросу (1959 год) предложение не было одобрено). Швейцария стала последней страной в Европе, признавшей избирательные права женщин. Основные права изложены в тридцати статьях, которые фактически модернизировали и упорядочили существовавшие ранее писанные и неписаные права и традиции. Параллельно из основного закона были изъяты очевидные архаизмы, например, положение о налоге на вселение невесты в дом супруга, запрет кантонам иметь армию численностью более 300 человек, положение об обязанности оказывать друг другу военную помощь, запрет на производство абсента.

### Третий раздел
В третьей части описывается порядок взаимоотношений и распределение компетенций между Конфедерацией и административно-территориальными единицами (кантонами и общинами). Также подробно регулируются налоговые взаимоотношения. По конституции, Конфедерация выполняет те задачи, которые требуют единообразного регулирования, а также те, что возложены на неё «основным законом» страны. Кантоны самостоятельно определяют, какие задачи они будут решать в рамках своей компетенции. Кантоны сохраняют собственные конституции (однако они должны не противоречить союзной конституции).

### Четвертый раздел
Четвертый раздел посвящён  экономической проблематике. Новый основной закон Швейцарии закрепляет принцип экономической свободы, центральное значение отводится свободной конкуренции в рамках частной рыночной экономики. Также, говорится о мерах, направленных на поддержку швейцарского сельского хозяйства, поддержку регионов, экономика которых находится под угрозой, закрепляются меры стимулирования отдельных отраслей и профессий, гарантируется защита экономики от внешних факторов. Все эти вопросы, а также политика в области защиты потребителей, развития конкуренции, банковское и страховое дело, денежная и валютная политика, внешне-экономическая политика относятся к сфере компетенция центра.

### Пятый раздел
В пятой части описывается функционирование, полномочия союзных властей Швейцарии. Предусмотрено наличие в Швейцарии трех основных структур, каждая из которых представляет соответствующую ветвь власти: Федеральное Собрание(состоит из 2 палат, представляет законодательную власть), Федеральный совет (правительство, исполнительная власть), Федеральный суд (судебная власть). Основные нововведения коснулись деятельности Федерального суда в области конституционного законодательства.

### Шестой раздел
Шестая часть устанавливает порядок пересмотра Конституции самой Швейцарии; также в ней содержатся переходные положения.